# ۲-آمینوپورین
۲-آمینوپورین (به انگلیسی: 2-Aminopurine) یک ترکیب شیمیایی با شناسه پاب‌کم ۹۹۵۵ است. 